# Melanaspis cubensis
Melanaspis cubensis är en insektsart som beskrevs av Lewis L. Deitz och Davidson 1986. Melanaspis cubensis ingår i släktet Melanaspis och familjen pansarsköldlöss.
Artens utbredningsområde är Kuba. Inga underarter finns listade i Catalogue of Life.